# 마치노 슈토
마치노 슈토(일본어: 町野 修斗, 1999년 9월 30일 ~ )는 일본의 축구 선수로, 현재 분데스리가의 클럽 보루시아 묀헨글라트바흐에서 뛰고 있다. 포지션은 스트라이커이다.

## 구단 경력
그는 2018년 J1리그의 요코하마 F. 마리노스에 입단했다. 2019년 J3리그의 기라반츠 기타큐슈로 이적했다. 2019년 J3리그 우승으로 J2리그로 승격했다. 2021년 J1리그의 쇼난 벨마레로 이적했다. 2023년까지 80경기에 출전하여, 26득점을 넣었다. 2023년 홀슈타인 킬로 이적했다.

## 국가대표팀 경력
그는 2022년 EAFF E-1 풋볼 챔피언십에 참가할 일본 국가대표팀에 발탁되었으며, 7월 19일 홍콩와의 경기에서 데뷔, 2득점을 넣었다. 대회 우승에 기여했다. 2022년 FIFA 월드컵에 선발되었으나 경기에 출전하지는 못하였다.

## 통계
| 일본 | 일본 | 일본 |
| 연도 | 출전 | 득점 |
| ---- | ---- | ---- |
| 2022 | 4    | 3    |
| 2023 | 1    | 0    |
| 통산 | 5    | 3    |